# Eat Me, Drink Me
Eat Me, Drink Me ist das sechste Studioalbum der Rockband Marilyn Manson. Es erschien am 5. Juni 2007 bei Interscope Records.

## Geschichte
Nach einer Auszeit nach der „Grotesk Burlesk Tour“ nahm Marilyn Manson das Duett Don't You Want Me mit Shirley Manson auf, das aber nicht veröffentlicht wurde. Das Best-of-Album, für das es vorgesehen war, Lest We Forget: The Best Of, erschien 2004. Erste Aufnahmen für das nächste Album fanden im November 2005 statt, zunächst war er auf sein Filmprojekt Phantasmagoria: The Visions of Lewis Carroll fokussiert. Das Album wurde schließlich in einem gemieteten Heim-Studio in Hollywood mit Bassist Tim Skold, der die Musik komponiert hatte, aufgenommen.

## Handlungsstränge
Da das Album für den Film Phantasmagoria: The Visions of Lewis Carroll komponiert wurde, finden sich Motive aus der von Lewis Carroll verfasste Alice-im-Wunderland-Geschichte wieder. Wie zum Beispiel in "Are You The Rabbit?", in dem das Motiv des unter Zeitdruck stehenden Hasen als Symbol genutzt wird. Der titelgebende Song "Eat me, Drink me" ist ebenfalls ein aufgegriffenes Element (Alice isst einen Keks, auf dem in Zuckerschrift 'Eat me' steht und trinkt aus einer Flasche, auf der 'Drink me' steht). So wird die Geschichte zwar symbolisch als Grundgerüst genutzt, aber es wird auch von einer verletzlichen Liebesbeziehung ('Just A Car Crash Away') und schuldbehaftetem Sex ('Evidence' & 'You And Me And The Devil Makes 3') gesungen.
Der Titel 'Putting Holes in Happiness' ist die Momentaufnahme eines makellosen Mädchens, deren Vergänglichkeit dem Betrachter nur allzu bewusst ist. Hier kann man auch über eine Beziehung zu einer viel jüngeren, kindlicheren Person spekulieren.

## Kritiken
Die Seite Popmatters.com vergab 7 von 10 Punkten. Der Kritiker schrieb: "Eat Me, Drink Me should return Manson to his former successes, and rightfully so."

## Titelliste
1. If I Was Your Vampire – 5:56
2. Putting Holes in Happiness – 4:31
3. The Red Carpet Grave – 4:05
4. They Said That Hell's Not Hot – 4:16
5. Just a Car Crash Away – 4:54
6. Heart-Shaped Glasses (When the Heart Guides the Hand) – 5:05
7. Evidence – 5:19
8. Are You the Rabbit? – 4:14
9. Mutilation Is the Most Sincere Form of Flattery – 3:52
10. You and Me and the Devil Makes 3 – 4:24
11. Eat Me, Drink Me – 5:41
12. Heart-Shaped Glasses (When the Heart Guides the Hand) - INHUMAN REMIX BY JADE & PUGED - 4:07 (Bonustrack)

## Singles
- Heart-Shaped Glasses (When the Heart Guides the Hand)
- Putting Holes in Happiness